# Daternomina ulltra
Daternomina ulltra is een schietmot uit de familie Ecnomidae. De soort komt voor in het Australaziatisch gebied.